# Gabriela Mihalcea
Gabriela Mihalcea (născută Mărgineanu, n. 27 ianuarie 1964, Arad, România) este o fostă atletă română, specializată în proba de săritură cu prăjina.

## Carieră
Ieșeanca și-a început cariera la săritura în înălțime și a devenit campioana națională în anii 1983 și 1985. În anul 1987 a fost suspendată pentru dopaj.
În anii '90 ea s-a specializat în probă de săritura cu prăjina, o probă nouă pentru femei recent introdusă în acel timp, și a cucerit primele patru titluri naționale 1991-1994. La Campionatul European în sală din 1996 de la Stockholm a cucerit medalia de bronz cu o săritură de 4,05 m. La Campionatul European din 1998 a ocupat locul patru, sărind 4,15 m. În 1999 a obținut la Paris medalia de argint cu echipa României la Cupa Europei.
Gabriela Mihalcea deține recordurile naționale atât în sală (4,25 m) cât și în aer liber (4,22 m).

## Realizări
| An   | Competiție                   | Locație                   | Loc | Eveniment | Note |
| ---- | ---------------------------- | ------------------------- | --- | --------- | ---- |
| 1996 | Campionatul European în sală | Stockholm, Suedia         | 3   | prăjină   | 4,05 |
| 1997 | Campionatul Mondial în sală  | Paris, Franța             | 14  | prăjină   | 3,90 |
| 1997 | Cupa Europei                 | München, Germania         | 7   | prăjină   | 3,85 |
| 1997 | Cupa Europei                 | München, Germania         | 7   | echipe    | 3,85 |
| 1998 | Campionatul European         | Budapesta, Ungaria        | 4   | prăjină   | 4,15 |
| 1999 | Campionatul Mondial în sală  | Maebashi, Japonia         | –   | prăjină   | NS   |
| 1999 | Cupa Europei                 | Paris, Franța             | 6   | prăjină   | 4,15 |
| 1999 | Cupa Europei                 | Paris, Franța             | 2   | echipe    | 4,15 |
| 2000 | Cupa Europei                 | Gateshead, Marea Britanie | 5   | prăjină   | 4,10 |
| 2000 | Cupa Europei                 | Gateshead, Marea Britanie | 6   | echipe    | 4,10 |

## Recorduri personale
| Probă                       | Performanță | Dată              | Locație   |
| --------------------------- | ----------- | ----------------- | --------- |
| Săritură în înălțime        | 1,95 m      | 13 iunie 1987     | București |
| Săritură cu prăjina         | 4,22 m RN   | 11 iunie 1999     | Dreux     |
| Săritură cu prăjina în sală | 4,25 m RN   | 13 februarie 1999 | Pireu     |